# Callichroma magnificum
Callichroma magnificum là một loài bọ cánh cứng trong họ Cerambycidae.